# 科爾曼鎮區 (內布拉斯加州霍爾特縣)
科爾曼鎮區（英語：Coleman Township）是位於美國內布拉斯加州霍爾特縣的一個行政鎮區。

## 地方資料
科爾曼鎮區的面積為137.31平方千米，當中陸地面積為137.04平方千米，而水域面積為0.27平方千米。根據2020年美國人口普查的數據，當地共有人口40人，而人口密度為每平方千米0.29人。